# 昭和残侠伝 破れ傘
『昭和残侠伝 破れ傘』（しょうわざんきょうでん やぶれがさ）は、1972年12月30日に公開された日本映画。監督は佐伯清、主演は高倉健、製作は東映である。昭和残侠伝シリーズの第9作。この作品が本シリーズの最終作となった。

## あらすじ
郡山の采女祭に合わせて天神濱組による東北一の花会が開かれる。全国の親分衆が集まる場で、同じ郡山の新参の寺津組の寺津力松が恥をかかされたことから、天神濱組と寺津組の関係が悪化する。そんなとき、力松と義兄弟の盃を交わした花田秀次郎が3年ぶりに出所して寺津組に現れる。秀次郎を巻き込まないように何も言わずに旅に出て欲しいと力松は告げる。しかし秀次郎は助っ人として天神濱組へ一緒に殴り込み、親分の政太郎に深手を負わせる。秀次郎は、そのままかつての女お栄を探して郡山を出る。
4年後、新潟にて大親分　時雨弥三郎の前で秀次郎の名前をかたってイカサマをした東京銀二郎を秀次郎は助ける。秀次郎の心意気に感心し、時雨の親分と秀次郎と親しくなる。秀次郎はお栄に似た女と出会うが、やはり探していたお栄ではなかった。そんなとき、港で寺津組が軍の御用達と称して娘たちを大陸に売り飛ばす現場に出会い女工を助け出す。秀次郎は寺津組が道を踏み外しはじめているのを感じ郡山へと戻る。
郡山では寺津組と天神濱組の立場が逆転していた。会津若松に勢力を持つ鬼首組の鬼首鉄五郎の妹と力松が世帯を持ち、強い後ろ盾を得たのが影響した。鉄五郎は寺津組を使って天神濱組を壊滅し、いずれは寺津組を捨て石として郡山を自分のものとする計画だった。
鬼首組の入れ知恵で寺津組は天神濱組の花会を警察を使って取り締まりをさせ、天神濱組の二代目が刑務所へ送られた。この取り締まりが寺津組の企てと知った天神濱組は、寺津組に殴り込みかけようとする。それを止めたのが風間重吉だった。重吉は天神濱組で代貸しをしていたが、結婚を機会にかたぎとなり造り酒屋の金寶で杜氏となっていた。重吉への落とし前を秀次郎はとめて、傷ついた重吉を家へ送っていった。そこで重吉の妻となっている探していた女お栄と出会う。お栄もかつて秀次郎を追って旅に出たが、秀次郎が死んだと聞かされ自殺しようとしたときに助けられた重吉と夫婦となったのであった。お栄がかたぎの妻となっていることを知り、秀次郎は再び郡山をあとにする。
山津組により秀次郎が新潟で助けた女工が、幼なじみの天神濱組員ともに殺されるという事件が起きる。さらに天神濱組の二代目の出所の日、出口で待ち構えていた寺津組に射殺される。二代目を失ったことから、重吉が天神濱組に戻ることになった。
秀次郎は、再び郡山に戻る。お栄は秀次郎に重吉を殺さないで欲しいと頼みこむが、重吉がかたぎでなくなったことから自分には止めることができないと告げる。秀次郎は渡世の義理のため、重吉と落とし前をつけなければならなくなる。長ドスが飛び交うなかへ、お栄が止めに駆け寄り秀次郎は間違ってお栄を殺してしまう。
寺津組と天神濱組の抗争は激しくなっていくことから、新潟の時雨弥三郎の仲介で二つの組の手打ち式が計画される。手打ちに反対する寺津だが、義兄弟の盃を返すという秀次郎の食い止めの言葉に手打ちを呑む返事をする。鬼首組は、客人の東京銀二郎を使って時雨の親分の殺害を企てるが、時雨の親分に義理がある銀二郎はわざと殺される。
自分が時雨の親分を殺害しようとしたことが力松に知られ、手打ち式をやめようとしないことに苛立ちをつのらせた鬼首は力松を自分の妹もろとも刀で切り捨て、組を自分のものとする。
さらに時雨の親分を騙して呼び出して、二十人がかかりで殺害する。
あまりに仁義を欠いた鬼首の振る舞いに秀次郎は一人で、鬼首一家が待つ山津組に殴りこみに行く。雪降るなか、重吉もご一緒いたしやすと現れ、二人で鬼首一家へ殴りこむ。

## 出演者
- 花田秀次郎：高倉健
- 寺津力松：安藤昇
- お栄・小菊（二役）：星由里子
- お雪：檀ふみ
- よし江：堀越光恵
- 早川清次：北十学
- おしま：鮎川いずみ
- 成増仙吉：待田京介
- 鬼首鉄五郎：山本麟一
- 三次：今井健二
- 羽黒政太郎：水島道太郎
- ひょっとこの福：山城新伍
- 河野刑事：沼田曜一
- 近松直吉：諸角啓二郎
- 津崎又市：藤山浩二
- 東京の親分：沢彰謙
- 鬼首の子分：佐藤京一
- キズ市：植田灯孝
- 石井兼吉：大下哲矢
- 羽黒勇三：中田博久
- 諸岡角造：八名信夫
- 山勝幸平：近藤宏
- 猫為：北川恵一
- 松田正勝：小林稔侍
- 胴元：伊達弘
- 寺津の子分：木川哲也
- 天神の子分：花田達
- 三好義助：久保一
- 岩寅：太古八郎
- 荒熊：久地明
- 鬼首の子分：関山耕司
- 寺津の子分：団巌
- 近松の子分：日尾孝司
- 壺振り：滝島孝二
- 天神の子分：青木卓司
- 高木寛治：土山登志幸
- 天神の子分：山浦栄
- 念仏亀：清水照夫
- 鬼首の子分：佐川二郎
- 天神の子分：畑中猛重
- 親分：相馬剛三
- 寺津の子分：須賀良
- 常七：山下勝也
- 時雨の子分：野口貴史
- 寺津の子分：沢田浩二、滝史郎、城春樹、高月忠
- 芸者：亀井和子
- 賭場の芸者：伊藤慶子
- 賭場の客：志摩栄
- 寺津の子分：鳥巣哲生、比良元高、山之内修
- 周三：三浦忍
- 東京銀二郎：北島三郎
- 風間重吉：池部良
- 時雨弥三郎：鶴田浩二

## 主題歌
『昭和残侠伝』
- 作詞：水城一狼
- 作曲：水城一狼
- 唄：高倉健